# Pedro Almodóvar
Pedro Almodóvar Caballero (Calzada de Calatrava, 24. rujna 1949.), španjolski filmski redatelj, scenarist i producent.
Almodóvar je uvjerljivo najuspješniji i međunarodno najpriznatiji španjolski redatelj svoje generacije. Njegove filmove karakteriziraju kompleksna priča, elementi melodrame i pop kulture, korištenje popularnih pjesama, satirični humor, jake boje i sjajan dekor. Želja, strast, obitelj i identitet Almodovarove su prevladavajuće teme. Njegovi filmovi uživaju popularnost širom svijeta, a on je postao jedna od glavnih figura svjetske kinematografije.
Zajedno s mlađim bratom Agustinom Almodóvarom osnovao je produkcijsku tvrtku El Deseo SA koja je producirala gotovo sve njegove filmova.
2001. godine izabran je za počasnog člana Američke akademije znanosti i umjetnosti.

## Životopis

### Rani život
Pedro Almodóvar rođen je u malom mjestu Calzada de Calatrava, nedaleko od ruralnog gradića Ciudad Real u pokrajini Kastilja-La Mancha, kao jedan od četvero djece u velikoj i siromašnoj seljačkoj obitelji. Kada mu je bilo osam godina obitelj ga šalje u vjersku školu u grad Cáceres (pokrajina Ekstremadura na zapadu zemlje, uz nadu da će jednog dana možda postati svećenik. Obitelj mu se kasnije pridružila u Cáceresu, gdje je njegov otac otvorio benzinsku postaju, a njegova majka vinariju u kojoj su prodavali vino s obiteljskog imanja.
Dok u Calzadi nije postojala kino dvorana, ulica u kojoj je živio u Cáceresu imala je ne samo školu, već i kino. "Kino je postalo moje pravo obrazovanje gdje sam naučio mnogo više nego kod svećenika", rekao je kasnije u jednom intervjuu. Bio je opčinjen ostvarenjima Luisa Buñuela, Rainera Wernera Fassbindera,  Alfreda Hitchcocka, Johna Watersa, Ingmara Bergmana, Edgara Nevillea, Federica Fellinija, Georgea Cukora, Luisa Garcíe Berlange i neorealiste Marca Ferrerija.
Unatoč protivljenju roditelja Almodóvar se preselio u Madrid 1967. godine kako bi upisao filmsku akademiju. Želio je postati redatelj, ali su mu za to nedostajala ekonomska sredstva, a osim toga Franco je zatvorio sve filmske škole, tako da će biti potpuno samouk. Radio je brojne poslove kako bi zaradio za život, uključujući i prodaju rabljenih stvari na poznatom Madridskom buvljaku El Rastro. Na kraju se zaposlio u Španjolskoj nacionalnoj telefonskoj tvrtci Telefonica gdje je radio dvanaest godina kao administrativni pomoćnik. Budući da je radio samo do tri popodne imao je vremena baviti se vlastitim interesima
Ranih sedamdesetih počinje se zanimati za eksperimentalni film i kazalište. Surađivao je s avangardnom kazališnom grupom Los Goliardos u kojoj je igrao svoje prve profesionalne uloge i upoznao Carmen Mauru. Također je radio stripove, pisao članke i priče u brojnim kontrakulturnim časopisima, kao što su Star, Víbora i Vibraciones.
Procvat madridske alternativne kulturne scene bio je savršeno okružje za razvoj Almodóvarovih socijalnih talenata. Postao je ključna figura u pokretu La Movida Madrileña (Madridski pokret), kulturnoj renesansi koja je uslijedila nakon pada Francova režima. Uz Fabia McNamaru, Almodovar je pjevao u glam rock parodijskom duetu. Objavio je novelu Fuego en las entrañas (Vatra u utrobi). Pisao je razne članke pod pseudonimom "Patty Diphusa" u glavnim novinama i časopisima, kao što su El Pais, Diario 16 i La Luna. Nastavio je pisati priče koje su naknadno objavljene u zbirci El sueño de la razón (San razuma).

### Kratkometražni filmovi
Almodovar je kupio Super-8 kameru od plaće zarađene u tvrtci Telefonica kad su mu bile 22 godina i počeo je raditi kratkometražne filmove. 1974. je napravio svoj prvi kratkometražni film, a krajem 1970-ih filmovi su mu prikazani u madridskom noćnom krugu i u Barceloni. Bili su to uradci s otvorenom seksualnom tematikom i nedostatkom zvučne pozadine: Dos putas, o, Historia de amor que termina en Boda (1974) (Dvije kurve, odnosno, ljubavna priča koja završava brakom), La caída de Sodoma (1975) (Jesen Sodome), Homenaje (1976) (Posveta), La Estrella(1977) (Zvijezda), Sexo Va: Sexo viene(1977) (Sex dolazi i odlazi) (Super-8); Complementos(1978) (Kratke hlače) (16mm) ...
"Prikazivao sam ih u kafićima i na tulumima ... nisam mogao dodati glazbenu podlogu jer je magnetska traka bila vrlo slaba i tanka. Sjećam se da sam postao poznat u Madridu jer sam puštao kasete s glazbom, a osobno sam interpretirao glasove svih likova, pjesme i dijaloge.“

### Karijera
Upitan da objasni tajnu uspjeha svojih filmovima, odgovorio je "Važno je ne zaboraviti da se filmovi rade kako bi zabavili gledatelja. U tome je ključ uspjeha". 
Almodóvar je bio pod snažnim utjecajem starih holivudskih filmova u kojima se sve događa oko glavnog ženskog lika i on nastavlja dalje u toj tradiciji.
Almodovar je otvoreno gej i ugrađuje elemente gej i underground kulture u popularne sadržaje čime redefinira percepciju španjolske kinematografije i Španjolske.

## Filmografija

### Filmovi (kao redatelj)
| Godina | Film                                      | Naslov originala                          |
| ------ | ----------------------------------------- | ----------------------------------------- |
| 1980.  | Pepi, Luci, Bom i druge djevojke iz grupe | Pepi, Luci, Bom y otras chicas del montón |
| 1982.  | Labirint strasti                          | Laberinto de pasiones                     |
| 1983.  | Mračne navike                             | Entre tinieblas                           |
| 1984.  | Čime sam to zaslužila?                    | ¿Qué he hecho yo para merecer esto?       |
| 1986.  | Matador                                   | Matador                                   |
| 1987.  | Zakon želje                               | La ley del deseo                          |
| 1988.  | Žene na rubu živčanog sloma               | Mujeres al borde de un ataque de nervios  |
| 1990.  | Veži me!                                  | ¡Átame!                                   |
| 1991.  | Visoke potpetice                          | Tacones lejanos                           |
| 1993.  | Kika                                      | Kika                                      |
| 1995.  | Cvijet moje tajne                         | La flor de mi secreto                     |
| 1997.  | Živo meso                                 | Carne trémula                             |
| 1999.  | Sve o mojoj majci                         | Todo sobre mi madre                       |
| 2002.  | Pričaj s njom                             | Hable con ella                            |
| 2004.  | Loš odgoj                                 | La mala educación                         |
| 2006.  | Vraćam se                                 | Volver                                    |
| 2009.  | Slomljeni zagrljaji                       | Los abrazos rotos                         |
| 2011.  | Koža u kojoj živim                        | La piel que habito                        |

## Nagrade
Oscar
| Godina | Kategorija                   | Film                        | Rezultat  |
| ------ | ---------------------------- | --------------------------- | --------- |
| 1988.  | Najbolji strani film         | Žene na rubu živčanog sloma | Nominiran |
| 1999.  | Najbolji strani film         | Sve o mojoj majci           | Dobitnik  |
| 2002.  | Najbolji redatelj            | Pričaj s njom               | Nominiran |
| 2002.  | Najbolji originalni scenarij | Pričaj s njom               | Dobitnik  |

Zlatni globus
| Godina | Kategorija                      | Film                | Rezultat  |
| ------ | ------------------------------- | ------------------- | --------- |
| 2000.  | Najbolji film na stranom jeziku | Sve o mojoj majci   | Dobitnik  |
| 2003.  | Najbolji film na stranom jeziku | Pričaj s njom       | Dobitnik  |
| 2007.  | Najbolji film na stranom jeziku | Vraćam se           | Nominiran |
| 2010.  | Najbolji film na stranom jeziku | Slomljeni zagrljaji | Nominiran |
| 2012.  | Najbolji film na stranom jeziku | Koža u kojoj živim  | Nominiran |

BAFTA
| Godina | Kategorija                      | Film                        | Rezultat  |
| ------ | ------------------------------- | --------------------------- | --------- |
| 1989.  | Najbolji film na stranom jeziku | Žene na rubu živčanog sloma | Nominiran |
| 1998.  | Najbolji film na stranom jeziku | Živo meso                   | Nominiran |
| 1999.  | Najbolji redatelj               | Sve o mojoj majci           | Dobitnik  |
| 1999.  | Najbolji izvorni scenarij       | Sve o mojoj majci           | Nominiran |
| 1999.  | Najbolji film na stranom jeziku | Sve o mojoj majci           | Dobitnik  |
| 2002.  | Najbolji film na stranom jeziku | Pričaj s njom               | Dobitnik  |
| 2002.  | Najbolji izvorni scenarij       | Pričaj s njom               | Dobitnik  |
| 2004.  | Najbolji film na stranom jeziku | Loš odgoj                   | Nominiran |
| 2006.  | Najbolji film na stranom jeziku | Vraćam se                   | Nominiran |
| 2009.  | Najbolji film na stranom jeziku | Slomljeni zagrljaji         | Nominiran |
| 2011.  | Najbolji film na stranom jeziku | Koža u kojoj živim          | Dobitnik  |

Nagrada Goya
| Godina | Kategorija                   | Film                        | Rezultat  |
| ------ | ---------------------------- | --------------------------- | --------- |
| 1988.  | Najbolji film                | Žene na rubu živčanog sloma | Dobitnik  |
| 1988.  | Najbolji originalni scenarij | Žene na rubu živčanog sloma | Dobitnik  |
| 1988.  | Najbolji redatelj            | Žene na rubu živčanog sloma | Nominiran |
| 1990.  | Najbolji redatelj            | Veži me!                    | Nominiran |
| 1990.  | Najbolji film                | Veži me!                    | Nominiran |
| 1990.  | Najbolji originalni scenarij | Veži me!                    | Nominiran |
| 1995.  | Najbolji redatelj            | Cvijet moje tajne           | Nominiran |
| 1999.  | Najbolji redatelj            | Sve o mojoj majci           | Dobitnik  |
| 1999.  | Najbolji film                | Sve o mojoj majci           | Dobitnik  |
| 1999.  | Najbolji originalni scenarij | Sve o mojoj majci           | Nominiran |
| 2002.  | Najbolji redatelj            | Pričaj s njom               | Nominiran |
| 2002.  | Najbolji film                | Pričaj s njom               | Nominiran |
| 2002.  | Najbolji originalni scenarij | Pričaj s njom               | Nominiran |
| 2004.  | Najbolji redatelj            | Loš odgoj                   | Nominiran |
| 2004.  | Najbolji film                | Loš odgoj                   | Nominiran |
| 2006.  | Najbolji redatelj            | Vraćam se                   | Dobitnik  |
| 2006.  | Najbolji film                | Vraćam se                   | Dobitnik  |
| 2006.  | Najbolji originalni scenarij | Vraćam se                   | Nominiran |
| 2009.  | Najbolji originalni scenarij | Slomljeni zagrljaji         | Nominiran |
| 2011.  | Najbolji adaptirani scenarij | Koža u kojoj živim          | Nominiran |
| 2011.  | Najbolji redatelj            | Koža u kojoj živim          | Nominiran |
| 2011.  | Najbolji film                | Koža u kojoj živim          | Nominiran |

Nagrada César
| Godina | Kategorija                      | Film              | Rezultat  |
| ------ | ------------------------------- | ----------------- | --------- |
| 1990.  | Najbolji strani film            | Veži me!          | Nominiran |
| 1992.  | Najbolji strani film            | Visoke potpetice  | Dobitnik  |
| 1999.  | Počasni César                   | Počasni César     | Dobitnik  |
| 2000.  | Najbolji strani film            | Sve o mojoj majci | Dobitnik  |
| 2003.  | Najbolji film iz Europske unije | Pričaj s njom     | Dobitnik  |
| 2005.  | Najbolji film iz Europske unije | Loš odgoj         | Nominiran |
| 2007.  | Najbolji strani film            | Vraćam se         | Nominiran |

Filmski festival u Cannesu
| Godina | Kategorija        | Film              | Rezultat |
| ------ | ----------------- | ----------------- | -------- |
| 1999.  | Najbolji redatelj | Sve o mojoj majci | Dobitnik |
| 2006.  | Najbolji scenarij | Vraćam se         | Dobitnik |

## Vanjske poveznice
- Službena stranica  Arhivirana inačica izvorne stranice od 14. listopada 2011. (Wayback Machine)
- Pedro Almodóvar u internetskoj bazi filmova IMDb-u (engl.)
- Pedro Almodóvar  Arhivirana inačica izvorne stranice od 18. ožujka 2012. (Wayback Machine) na Filmski.net
- Pedro Almodóvar na Filmski leksikon